# Манфреди, Нино
Ни́но Манфре́ди (итал. Nino Manfredi; [22 марта 1921[…], Кастро-дей-Вольши, Лацио — 4 июня 2004[…], Рим) — итальянский актёр, режиссёр, сценарист и писатель. В 1971 году фильм Нино Манфреди «За полученную милость» стал победителем в номинации «Лучший дебют» Каннского кинофестиваля.

## Биография
Ещё в детстве вместо того, чтобы ходить в школу, маленький Нино устраивал дома театральные представления. Окончив юридический факультет, поступил в Академию драматического искусства (Accademia d’Arte Drammatica). 
В театре дебютировал в 1947 году на Пражском фестивале молодёжи и студентов в антивоенной пьесе Солима «Человек и ружье». Работал в театре «Пикколо ди Милано» вместе с Витторио Гассманом и Тино Буаццелли, играл преимущественно драматические роли. Выступал в комедийных ролях на радио, ТВ и эстраде. 
В кино дебютировал как сценарист и актёр в комедии Франко Дзеффирелли «Кемпинг» в 1957 году. Нино Манфреди сыграл более 100 ролей у таких режиссёров, как Дино Ризи, Дамиано Дамиани, Антонио Пьетранджели, Луиджи Коменчини, Лина Вертмюллер, Этторе Скола, Йос Стеллинг.
На похоронах Нино Манфреди присутствовала супруга президента республики Франка Чампи. Отдать последний долг Манфреди пришли многие известные политики и деятели культуры Италии. Рядом с гробом актёра был установлен экран, на котором демонстрировались отрывки из более чем 100 фильмов, в которых снимался Манфреди, и видеозаписи из домашнего архива. На похоронах не было много цветов. Семья актёра обратилась ко всем, кто хотел отдать последний долг ушедшему кумиру, с просьбой не тратить деньги на венки и букеты, а перевести их на счет благотворительной организации «Пробуждение», которая поддерживает тяжелобольных людей, перенёсших инсульт. Сам Манфреди, пострадавший от этого недуга, последние месяцы жизни провел в больнице, тяжело переживая свою беспомощность.

## Семья
Жена — Эрминия Манфреди (Erminia Ferrari Manfredi), дочери — Нина (киноактриса) и Роберта, сын — режиссёр Лука Манфреди.

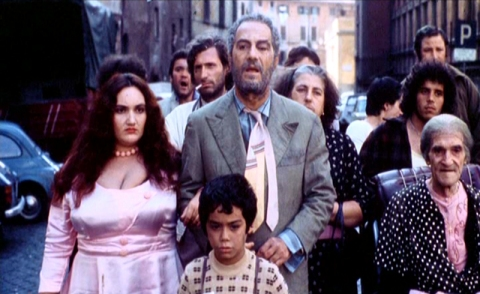
В центре — Нино Манфреди в фильме «Отвратительные, грязные, злые»

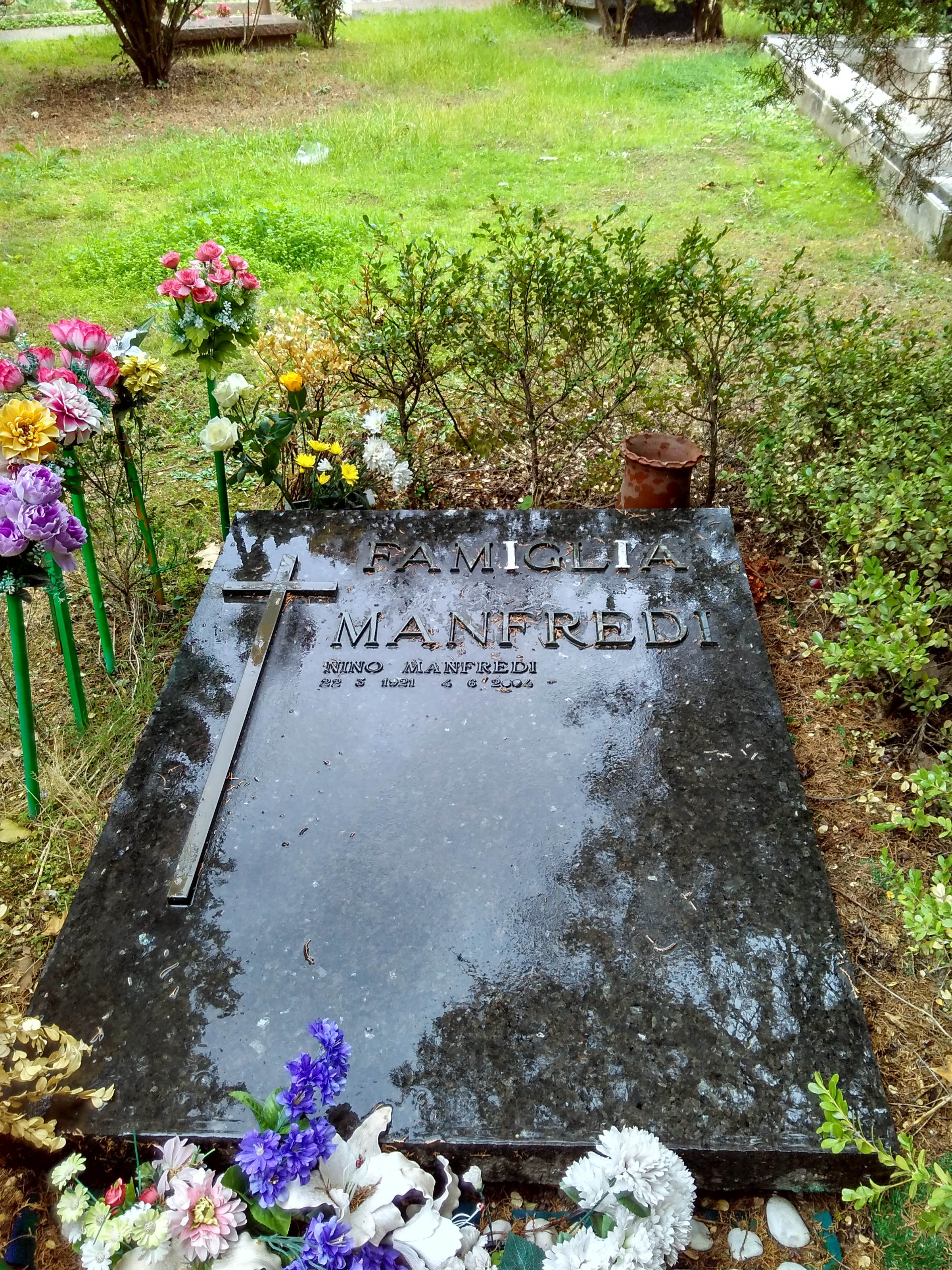
Могила Нино Манфреди. Рим. Кладбище Кампо Верано.

## Избранные роли в кино
- 1953 — Воскресный день добрых людей (Италия)
- 1955 — Влюблённые (Италия)
- 1955 — Холостяк (Италия)
- 1957 — Кемпинг (Италия)
- 1960 — Дерзкий налёт неизвестных злоумышленников (Франция)
- 1961 — Страшный суд (Италия)
- 1963 — Палач (Испания)
- 1964 — Контрсекс (Франция)
- 1965 — Гаучо (Италия)
- 1965 — Комплексы (Испания, Италия, Франция)
- 1965 — Куколки (Италия, Франция)
- 1965 — На этот раз поговорим о мужчинах (Италия)
- 1965 — Я её хорошо знал (Италия)
- 1965 — Я, я, я… и другие (Италия, Франция)
- 1966 — Операция «Святой Януарий» (Италия, Франция, ФРГ)
- 1968 — Тайная полиция Италии (Франция)
- 1968 — Убей меня поцелуями (Италия, Франция)
- 1969 — В год господень / Nell’anno del Signore (Италия. Франция)
- 1971 — За полученную милость (Италия)
- 1972 — Мы назовём его Андреа (Италия)
- 1972 — Приключения Пиноккио (Италия, Франция, ФРГ)
- 1974 — Хлеб и шоколад (Италия)
- 1974 — Мы так любили друг друга (Италия)
- 1975 — Берегись шута (Италия)
- 1976 — Дамы и господа, спокойной ночи (Италия)
- 1976 — Отвратительные, грязные, злые (Италия)
- 1976 — Хватит того, что тебя разыгрывают!… (Италия)
- 1976 — Эти странные обстоятельства (Италия)
- 1977 — Именем папы-короля (Италия)
- 1979 — Игрушка (Италия)
- 1980 — Кафе экспрессо (Италия)
- 1981 — Обнажённая женщина (Италия, Франция)
- 1986 — Универмаг (Италия)
- 1987 — Хельсинки-Неаполь всю ночь напролет (Финляндия, Швейцария, ФРГ)
- 1988 — Мошенники как и мы (Италия)
- 1990 — Экспресс Альберто (Канада, Франция)
- 1991 — Мима (Франция)
- 1995 — Летучий голландец (Бельгия, Нидерланды, Германия)
- 1995 — Тень луны (Франция)
- 1998 — Спасибо за все! (Италия)
- 2002 — Безумная семейка (Италия, Великобритания)
- 2003 — Божественный свет (Испания)

## Режиссёр
- 1971 — За полученную милость (Италия)
- 1981 — Обнажённая женщина (Италия, Франция)

## Сценарист
- 1966 — Операция «Святой Януарий» (Италия, Франция, ФРГ)
- 1973 — Хлеб и шоколад (Италия)
- 1980 — Кафе экспрессо (Италия)
- 1981 — Обнажённая женщина (Италия, Франция)